# Leonard Sarason
Leonard Sarason (1925 – setembro de 1994) foi um compositor, pianista e matemático estadunidense. Obteve um mestrado em composição musical na Universidade Yale, orientado por Paul Hindemith. Após obter um doutorado em matemática na Universidade de Nova Iorque, orientado por Kurt Otto Friedrichs, lecionou matemática na Universidade Stanford e na Universidade de Washington. Sua pesquisas matemáticas foram relacionadas com equações diferenciais parciais.

## Media
- Piano Sonata (1948)